# Jack Wisdom
Pour les articles homonymes, voir Wisdom.
Jack Wisdom (28 janvier 1953 à Lubbock dans le Texas) est professeur de planétologie au Massachusetts Institute of Technology.
Il obtient son Ph.D. à Caltech en 1981. Ses recherches portent sur la dynamique du système solaire.
En 1986, il reçoit le prix Harold Clayton Urey de l'American Astronomical Society. La même organisation lui décerne le prix Helen B. Warner pour l'astronomie en 1987. En 1994 il bénéficie du MacArthur Fellows Program de la MacArthur Foundation. En 2002 il reçoit le Brouwer Award de la Division on Dynamical Astronomy de l'American Astronomical Society.
Jack Wisdom est le coauteur de Structure and Interpretation of Classical Mechanics.